# Varga Petra (orgonaművész)
Varga Petra (Budapest, 1968. április 2. –) magyar zongora, orgonaművész.

## Életpályája
Zeneiskolai zongoratanulmányait Pallagi Jánosnénál kezdte, majd Ábrahám Mariann  tanárnőnél folytatta a Bartók Béla Zeneművészeti Szakközépiskolában. A Liszt Ferenc Zeneművészeti Főiskola Zeneiskolai Tanárképző Intézetében Wagner Rita növendéke volt, ahol 1989-ben zongoratanári diplomát szerzett. Főiskolai tanulmányainak megkezdésével egyidejűleg a Bartók Béla Zeneművészeti  Szakközépiskolában felvette az orgona- szakot; itt Szathmáry Lilla tanította. Ezután a Zeneakadémia orgona tanszakán tanult Lehotka Gábor, majd Gergely Ferenc tanítványaként. 1995-ben kapott kitüntetéses művésztanári diplomát. Az 1993-ban Budapesten megrendezett  IV. Nemzetközi Liszt Ferenc Orgonaversenyen III. díjat, valamint Bach Különdíjat nyert. Ugyanebben az évben Szekszárdon a  Nemzetközi Buxtehude–Bach Orgonaversenyen I. díjjal jutalmazták. Részt vett Skóciában egy orgonafesztiválon és szólistaként szerepelt  Anglia, az Egyesült Államok, Bulgária, Finnország, Hollandia, Németország, Románia, Svájc, Szlovákia több városában. Magyarország-szerte számos koncertet adott a fő- városban és vidéken. Közreműködött  lemezfelvételeken,  felvételeket készített vele a Magyar Rádió, illetve a Televízió. Zongoristaként fellépett kamarazenei hangversenyeken, rendszeresen kísér kórusokat itthon és külföldön.

## Díjak
- A Budapesti IV. Nemzetközi Liszt Ferenc Orgonaverseny III. díj (1993).
- A Budapesti IV. Nemzetközi Liszt Ferenc Orgonaverseny Bach-művek előadásáért különdíj (1993).
- A Szekszárdi Nemzetközi Buxtehude-Bach verseny I. díja (1995).

## Diszkográfia
- Scheidt: Cantiones Sacrae - 1967 (Debrecen Kodály Choir (vegyeskórus), Varga Petra (orgona), Kamp Salamon (karmester))

## Külső hivatkozások
- A Scheidt: Cantiones Sacrae a naxos.com-on[halott link]